# 16715 Trettenero
16715 Trettenero (1995 UN5) là một tiểu hành tinh vành đai chính được phát hiện ngày 20 tháng 10 năm 1995 tại Đài quan sát San Vittore thuộc Bologna, Ý, và tên của tiểu hành tinh này được đặt theo tên của nhà thiên văn học Ý Virgilio Trettenero.